# La Rebeca
La Rebeca es una escultura de Bogotá (Colombia). Está situada en el barrio de San Diego entre carreras 12 y 13 con calle 25, localidad de Santa Fe. Consiste en una aguadora desnuda que tiene un cuenco y un cántaro, situada en medio de un estanque compuesto por un espejo de agua. Se instaló en 1926 en el hoy desaparecido parque Centenario, a pocos metros de su ubicación actual.
La famosa Rebeca, escultura símbolo de la historia de los judíos   llagados a América desde 1492 y que solo en 1926 fue instalada en Colombia como icono de identidad de toda la colonia judía que formó una sociedad y que contribuyo al desarrollo después de la independencia a instaurar una nueva identidad una historia republicana en nuestra nación; es así que desde hace casi 100 años está escultura se consolida en firme dejando esa huella imborrable de los hebreos en Colombia no fue solo una escultura desnuda por capricho de nadie es la representante de una semilla que fue sembrada en nuestras tierras.

## Historia
El Ministerio de Obras Públicas contrata en 1926 a Luis Luchinelli, apoderado de la Marmolería Italiana  de propiedad del maestro escultor Tito Ricci, para ejecutar la obra en un lapso de dos meses y con un costo de 500 pesos. En el documento que reposa en el Archivo Nacional queda constancia de que a la marmolería italiana se le encomienda también la construcción de un niño con delfín y cisne, esculturas actualmente emplazadas en la recoleta de San Diego y el parque Nacional, respectivamente.
Fue la primera obra representando a una mujer desnuda instalada en un espacio público.  
El parque se vio prácticamente desmantelado en los años 1950 por la excavación del viaducto de la avenida El Dorado y desapareció cuando se construyó en 1958 la carrera Décima, que determinó el trazado de una gran glorieta en el lugar. La gran mayoría de sus esculturas se enviaron a otros lugares de la ciudad, en particular al parque nacional. La Rebeca y la pileta que la rodean fueron trasladados a una zona residual en medio de un sector rodeado por vías de gran congestión.
Durante la segunda mitad del siglo XX ha sufrido varios cambios, que se han caracterizado por llevar el aspecto de sus alrededores a la estructura despecaja de plazoleta que hoy presenta. Durante este periodo la obra resintió asimismo los cambios demográficos de este sector de la ciudad. Pese a las mejoras que se realizaron en los años 2000, además de haber perdido su esencia de espejo de agua, hoy presenta un mal estado de conservación.